# Маткуль
Маткуль — упразднённая деревня в Большереченском районе Омской области России. Входила в состав Шипицынского сельского поселения. Исключена из учётных данных в 1998 г.

## География
Располагалась на правом берегу реки Сухокарасук, в 5 км к юго-западу от деревни Осихино.

## История
Основана в 1894 г. В 1928 году состояла из 48 хозяйств. В административном отношении входила в состав Осихинского сельсовета Большереченского района Тарского округа Сибирского края.

## Население
По переписи 1926 г. в деревне проживало 315 человек (168 мужчин и 147 женщин), основное население — русские

## Хозяйство
По данным на 1991 г. деревня являлась бригадой совхоза «Кирсановский».